# Chiesa dell'Assunzione di Maria Vergine (Dozza)
La chiesa prepositurale dell'Assunzione di Maria Vergine è la parrocchiale di Dozza, in città metropolitana di Bologna e diocesi di Imola; fa parte del vicariato di Dozza-Toscanella.

## Storia
La prima citazione d'una cappella a Dozza, fondata nell'XI secolo, risale al 1141; questa chiesa acquisì importanza venendo eretta a parrocchiale tra il XII e XIII secolo, in seguito al progressivo abbandono delle due pievi di Sellustra e di San Giovanni in Fiagnano.
Nel 1480 venne posta la prima pietra della nuova parrocchiale; la costruzione, promossa da don Antonio Da Cardano e probabilmente finanziata da Girolamo Riario e Caterina Sforza, fu portata a compimento nel 1490.

La struttura venne poi completamente restaurata nel 1939 su disegno dell'architetto Poggiali.

## Descrizione

### Esterno
La facciata della chiesa, rivolta a settentrione e costituita da mattoni a faccia vista, presenta linee molto semplici e su di essa si apre solo il portale d'ingresso, sormontato da un cornice in cui s'inserisce un bassorilievo.
Annesso alla parrocchiale è il campanile, anch'esso in cotto, risalente al Trecento e decorato con una raffigurazione della Beata Vergine del Calanco; all'altezza della cella s'aprono quattro monofore a tutto sesto.

### Interno
L'interno dell'edificio, in stile rinascimentale, si compone di un'unica navata coperta da volta a botte; al termine dell'aula si sviluppa il presbiterio, suddiviso in tre navate.
Opere di pregio qui conservate sono la pala ritraente la Madonna col Bambino fra i santi Giovanni Battista e Margherita, dipinta dal forlivese Marco Palmezzano nel 1492, il fonte battesimale, risalente al XVI secolo, la tela di scuola bolognese che rappresenta l'Assunzione di Maria Vergine e la raffigurazione dei Santi Michele, Francesco e Domenico.